# Сиракьюс
Си́ракьюс, Сиракузы (англ. Syracuse) — город в США, в центральной части штата Нью-Йорк, на полпути между городами Олбани и Буффало, на южном берегу озера Онондага. 
Административный центр округа Онондага. 
Население 147 306 жителей (2000).
Самый известный уроженец Сиракьюса — актёр Том Круз, а Ричард Гир окончил здесь школу.

## География
| Показатель                                                                | Янв.  | Фев.  | Март  | Апр.  | Май   | Июнь  | Июль  | Авг.  | Сен.  | Окт.  | Нояб. | Дек. | Год  |
| ------------------------------------------------------------------------- | ----- | ----- | ----- | ----- | ----- | ----- | ----- | ----- | ----- | ----- | ----- | ---- | ---- |
| Абсолютный максимум, °C                                                   | 21    | 24    | 31    | 33    | 36    | 38    | 39    | 38    | 37    | 31    | 27    | 22   | 39   |
| Средний суточный максимум, °C                                             | −0,2  | 0,9   | 5,8   | 13,6  | 20,7  | 25,2  | 27,6  | 26,8  | 22,8  | 15,6  | 9,1   | 2,8  | 14,2 |
| Средняя температура, °C                                                   | −4,4  | −3,6  | 1,0   | 7,9   | 14,6  | 19,4  | 22,1  | 21,3  | 17,2  | 10,7  | 4,7   | −0,9 | 9,2  |
| Средний суточный минимум, °C                                              | −8,6  | −8,1  | −3,8  | 2,3   | 8,5   | 13,7  | 16,7  | 15,8  | 11,5  | 5,8   | 0,4   | −4,6 | 4,1  |
| Абсолютный минимум, °C                                                    | −32   | −32   | −27   | −14   | −5    | 1     | 7     | 3     | −4    | −8    | −18   | −32  | −32  |
| Среднее число солнечных часов в месяц                                     | 102,8 | 116,7 | 172,5 | 204,4 | 243,1 | 260,6 | 289,3 | 247,1 | 193,0 | 144,3 | 76,7  | 69,0 | 2120 |
| Среднее число дней с осадками                                             | 19    | 17    | 16    | 15    | 13    | 12    | 12    | 11    | 11    | 15    | 16    | 19   | 174  |
| Норма осадков, мм                                                         | 66    | 62    | 77    | 88    | 87    | 90    | 98    | 94    | 86    | 99    | 82    | 83   | 1013 |
| Источник: Национальное управление океанических и атмосферных исследований |       |       |       |       |       |       |       |       |       |       |       |      |      |

## История

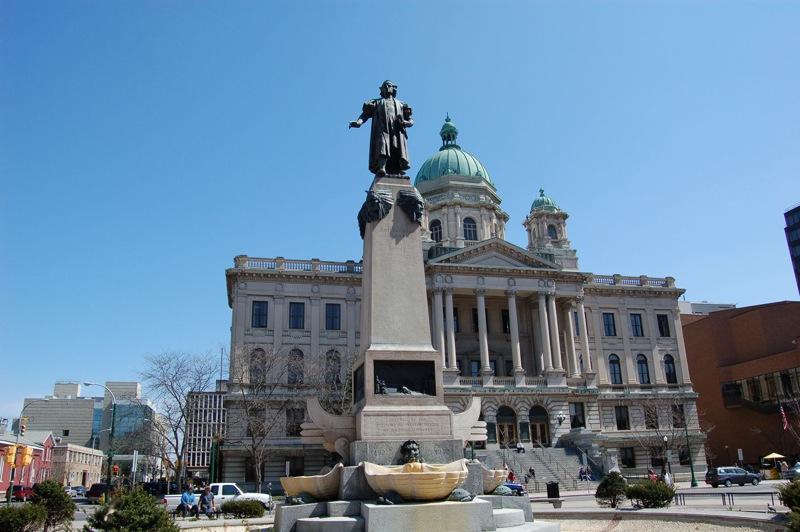
Памятник Колумбу (1907)

В XVII веке на месте города находилась ставка союза ирокезов. Первыми европейцами, описавшими эту местность, были французы (в частности, Самюэль де Шамплен в 1615 г.)
В 1655 г. на месте современного города была основана иезуитская миссия и небольшой форт, которые были вскоре оставлены из-за частых вылазок индейцев и болотистого местоположения.
Современный город возник в 1786 году как центр солеварения (окрестности богаты соляными источниками — так же, как и окрестности древних Сиракуз; из-за этого сходства и возникло в 1820 году название города).
Развитие Сиракьюса было подстёгнуто строительством канала Эри (открыт в 1825 году) и железнодорожного сообщения (в 1830-е годы).
Местные соляные источники удовлетворяли потребность всей страны в соли до 1870 года. В том же году методисты учредили Сиракузский университет.
С 1841 года в городе проводится Ярмарка штата Нью-Йорк (см. ярмарка штата).
Экономическое развитие города достигло пика в 1950-е годы, когда численность населения перевалила за 220 тыс. жителей. После этого начался медленный спад.

## Достопримечательности
В традиционно населённом ирландцами районе Типперэри-Хилл с 1925 года действует уникальный перевёрнутый светофор.

## Дельфийские игры
Сенаторы от штата Нью-Йорк Чарльз Шумер и Кирстен Джиллибранд 24 сентября 2013 г. обратились в Международный Дельфийский Совет с призывом рассмотреть заявку на проведение очередных Дельфийских игр — молодёжных (2015, США) и взрослых (2017, США) в городе Сиракьюс. Для V молодёжных Дельфийских игр выбран девиз: «Поддерживая мир» (англ. Cultivating peace). Время их проведения было намечено на начало июля 2015 года. Дельфийский саммит (2013, Греция) рассмотрел, одобрил и единогласно утвердил эту заявку.